# 影丸茂樹
影丸 茂樹（かげまる しげき、本名：内藤 繁樹、1969年1月15日 - ）は、日本の俳優。埼玉県出身。円谷プロダクション芸能部、T.M.Lab、オー・エス・ピーを経てアール・クルー所属。

## 来歴・人物
浦和市立南高等学校卒業。1991年、影丸 成樹の名義で俳優デビュー。その後、現芸名に改名。
1992年から1993年まで放送された、レスキューポリスシリーズの『特捜エクシードラフト』の叶隼人 / ドラフトレッダー役としてテレビドラマ初主演。その後もドラマなど中心に活躍。
1994年に放送された、『ウルトラセブン 太陽エネルギー作戦』のカジ隊員役でのレギュラー出演を皮切りに、以降、円谷プロダクション制作による作品にレギュラーおよび準レギュラー・ゲストとして多数出演。
特技は野球、バイクメンテナンス＆チューニング。趣味は読書、釣り、ツーリング。

## エピソード
『エクシードラフト』では、クランクイン前にヒーローについて研究して挑んだが、実際の撮影では自身がイメージするヒーロー像とそれを演じる影丸自身にギャップがあると感じ、無理せず自己流のヒーロー像を出すことを心がけたという。 また、他のヒーロー作品よりもドラマ性を重視していた作品であったことから、一年間を通して叶隼人の人物像をどう描いていくかを常に考えていたと述べている。

## 出演

### テレビドラマ
- レスキューポリスシリーズ（メタルヒーローシリーズ）
  - 特救指令ソルブレイン 第32話（1991年） - 田中隼人巡査 役[注釈 1]
  - 特捜エクシードラフト（1992年） - 主演・叶隼人 / ドラフトレッダー / シンクレッダー 役
- 映画みたいな恋したい（1993年）
- 月曜ドラマスペシャル・殺人の駒音（1993年）
- はぐれ刑事純情派
  - 第7シリーズ 第16話 （1994年） - 田原陽一 役
  - 第15シリーズ 第6話 （2002年） - 横田健二 役
- 黄昏の甘い恋歌（1994年）
- ウルトラシリーズ
  - 平成ウルトラセブン
    - ウルトラセブン 太陽エネルギー作戦（1994年） - カジ隊員 役
    - ウルトラセブン 地球星人の大地（1994年） - カジ隊員 役

  - ウルトラマンティガ（1996年） - シンジョウ 役
  - ウルトラマンダイナ（1997年） - シンジョウ・テツオ 役
  - ウルトラマンコスモス（2001年） - カワヤ・ノボル医師 役
  - ウルトラマンボーイのウルころ（2004年） - シンジョウ・テツオ隊員 役
  - ウルトラQ dark fantasy（2004年） - 玉木刑事 役
  - ウルトラマンネクサス（2005年） - 高槻茂樹 役 ※未放送作品
  - ウルトラマンメビウス（2006年） - カドクラ 役
  - ウルトラギャラクシー大怪獣バトル（2007年） - ハルナ・ヒロキ 役
- サラリーマン金太郎2 第8話
- 愛のことば（2001年） - 水越祐一 役
- 土曜ワイド劇場 牟田刑事官事件ファイルNo.30（2001年） - 小沢紀夫 役
- 仮面ライダーシリーズ
  - 仮面ライダー555 第5話（2003年） - 戸田英一 役
  - 仮面ライダーオーズ/OOO 第35話（2011年） - 沢口健太郎 役
- 生物彗星WoO（2006年） - 権田一郎 役
- 水戸黄門第40部 第9話（2009年） - 政吉（津軽政之進） 役
- 大河ドラマ/龍馬伝（2010年） - 東久世通禧 役
- ハンチョウ〜警視庁安積班〜 シリーズ6（2013年） - 平沼和夫 役

### 映画
- ウルトラシリーズ
  - ウルトラマンティガ&ウルトラマンダイナ 光の星の戦士たち（1998年、松竹） - シンジョウ・テツオ 役
  - ウルトラマンティガ THE FINAL ODYSSEY（2000年、松竹） - シンジョウ・テツオ 役
  - 大決戦!超ウルトラ8兄弟（2008年、松竹） - FMヨコハマディレクター シンジョウ 役
- ミラーマンREFLEX（2006） - 増田刑事 役

### オリジナルビデオ
- ウルトラシリーズ
  - ウルトラセブン1999最終章6部作（1999年） - カジ参謀 役
  - ウルトラマンネオス（2000年） - ウエマツ 役
- オタスケガール（2003年） - 仙石修三刑事 役
- まいっちんぐマチコ先生 Let's 臨海学校（2003年） - 旅館の若旦那：浩二 役

### 吹き替え
- ウルトラマンパワード（アルツール・メンデス）

### OVA
- ウルトラマン超闘士激伝（1996年） - 闘士ウルトラマンジャック 役

### CM
- ハラダ製茶「やぶ北ブレンド」どっちが美味しい？篇 - 夫 役（嫁 役：塙理恵、姑 役：久保田民絵）

### 舞台
- ウルトラシリーズ
  - ウルトラマンフェスティバル2001 ライブステージ（2001年） - ウルトラマンティガの声 役
  - ウルトラマンプレミア2011（2011年） - キリヤマ秀作 役
- 銀色の少年（2004年10月8日 - 12日、東京芸術劇場小ホール1） - 八木慎 役
- じゅわっと（2006年10月5日 - 9日、博品館劇場）